# Electroradiologia
L'electroradiologia és un terme obsolet que es refereix relacionat amb la medicina que es refereix al conjunt d’aplicacions de l'electricitat i de la radiologia en la diagnosi i el tractament mèdic.
Constitueix una branca de la medicina que utilitza les radiacions ionitzants
La ciència de la radiologia consta de l'estudi de les propietats dels raigs X i de les seves aplicacions, també l'ús del radi en la medicina. Es fa servir en el tractament del càncer i d'altres malalties.